# The Lucy Show
Lucy Show är en amerikansk komediserie om den vimsiga nyblivna änkan Lucy Carmichael (spelad av Lucille Ball) som flyttar ihop med den nyskilda Vivian Bagley (Vivian Vance) i ett eget hus. Serien går ut på de komiska förvecklingar som uppstår när kvinnor skall vara hemmafixare. 
156 avsnitt spelades in under åren 1962–1968. I övriga roller bland andra Vivian Vance, Gale Gordon och Mary Jane Croft.
TV-serien är författad av Jonanthan Ruskin, men var baserad på romanen "Life Without George" av författarinnan Irene Kampen.